# Kvalspelet till Europamästerskapet i handboll för damer 2010
Kvalspelet till EM i handboll för damer 2010 spelades mellan 14 oktober 2009 och 30 maj 2010. Kvalet spelades om sju grupper med fyra lag i varje, där alla lag mötte varandra en gång hemma och en gång borta och de två högst placerade lagen gick vidare till Handbolls-EM 2010 i Danmark/Norge som spelades i december 2010. En seger gav två poäng, oavgjort gav 1 poäng och förlust gav noll poäng.
Den 23 respektive 26 september 2009 spelades det ett förkval mellan Finland och Storbritannien där Storbritannien vann dubbelmötet med sammanlagt 41-37 och tog sig till EM-kvalet.
Totalt fanns det sju grupper och 14 platser att spela om. Förutom dessa 14 platser var Danmark och Norge automatiskt kvalificerade som arrangörer. Norge var dessutom regerande Europamästare sedan Handbolls-EM 2008 i Makedonien.

## Grupp 1

### Tabell
Not: M = Spelade matcher, V = Vinster, O = Oavgjorda matcher, F = Förluster, GM = Gjorda mål, IM = Insläppta mål, P = Poäng, MSK = Målskillnad
| Lag      | M | V | O | F | GM  | IM  | P  | MSK |
| -------- | - | - | - | - | --- | --- | -- | --- |
| Ukraina  | 6 | 5 | 1 | 0 | 197 | 160 | 11 | +37 |
| Rumänien | 6 | 4 | 1 | 1 | 219 | 153 | 9  | +66 |
| Schweiz  | 6 | 2 | 0 | 4 | 143 | 184 | 4  | −41 |
| Portugal | 6 | 0 | 0 | 6 | 142 | 204 | 0  | −62 |

### Resultat
| Datum           | Match               | Resultat | Stad            | Publik        |
| --------------- | ------------------- | -------- | --------------- | ------------- |
| 14 oktober 2009 | Ukraina - Schweiz   | 33 - 20  | Zaporozhye      | 1 000         |
| 14 oktober 2009 | Rumänien - Portugal | 37 - 23  | Sighisoara      | 1 100         |
| 17 oktober 2009 | Schweiz - Rumänien  | 18 - 39  | Zürich          | 700           |
| 17 oktober 2009 | Portugal - Ukraina  | 31- 36   | Lagos           | 800           |
| 31 mars 2010    | Ukraina - Rumänien  | 27 - 27  | Zaporozhye      | 1 700         |
| 31 mars 2010    | Schweiz - Portugal  | 28 - 25  | Wettingen       | ingen uppgift |
| 3 april 2010    | Rumänien - Ukraina  | 35 - 36  | Buzau           | 1 800         |
| 3 april 2010    | Portugal - Schweiz  | 17 - 27  | Moimenta        | 1 100         |
| 26 maj 2010     | Portugal - Rumänien | 23 - 44  | Leiria          | ingen uppgift |
| 26 maj 2010     | Schweiz - Ukraina   | 24 - 33  | Herzogenbuchsee | ingen uppgift |
| 29 maj 2010     | Rumänien - Schweiz  | 37 - 26  | Targu Mures     | 2 000         |
| 30 maj 2010     | Ukraina - Portugal  | 32 - 23  | Zaporozhye      | 1 500         |

## Grupp 2

### Tabell
Not: M = Spelade matcher, V = Vinster, O = Oavgjorda matcher, F = Förluster, GM = Gjorda mål, IM = Insläppta mål, P = Poäng, MSK = Målskillnad
| Lag          | M | V | O | F | GM  | IM  | P  | MSK |
| ------------ | - | - | - | - | --- | --- | -- | --- |
| Ungern       | 6 | 6 | 0 | 0 | 174 | 134 | 12 | +40 |
| Sverige      | 6 | 4 | 0 | 2 | 167 | 128 | 8  | +39 |
| Tjeckien     | 6 | 2 | 0 | 4 | 152 | 158 | 4  | −6  |
| Azerbajdzjan | 6 | 0 | 0 | 6 | 114 | 187 | 0  | −73 |

### Resultat
| Datum           | Match                   | Resultat | Stad        | Publik |
| --------------- | ----------------------- | -------- | ----------- | ------ |
| 15 oktober 2009 | Ungern - Tjeckien       | 24 - 20  | Kecskemet   | 1 800  |
| 15 oktober 2009 | Sverige - Azerbajdzjan  | 31 - 11  | Skövde      | 1 400  |
| 18 oktober 2009 | Tjeckien - Sverige      | 21 - 28  | Zubri       | 1 000  |
| 18 oktober 2009 | Azerbajdzjan - Ungern   | 15 - 31  | Baku        | 900    |
| 31 mars 2010    | Azerbajdzjan - Tjeckien | 19 - 26  | Baku        | 600    |
| 1 april 2010    | Sverige - Ungern        | 26 - 27  | Lund        | 1 600  |
| 4 april 2010    | Ungern - Sverige        | 26 - 24  | Bekescsaba  | 2 200  |
| 4 april 2010    | Tjeckien - Azerbajdzjan | 37 - 25  | Brno        | 600    |
| 26 maj 2010     | Azerbajdzjan - Sverige  | 18 - 27  | Baku        | 400    |
| 26 maj 2010     | Tjeckien - Ungern       | 23 - 31  | Plzen       | 600    |
| 30 maj 2010     | Ungern - Azerbajdzjan   | 35 - 26  | Nyiregyhaza | 1 500  |
| 30 maj 2010     | Sverige - Tjeckien      | 31 - 25  | Skövde      | 1 500  |

## Grupp 3

### Tabell
Not: M = Spelade matcher, V = Vinster, O = Oavgjorda matcher, F = Förluster, GM = Gjorda mål, IM = Insläppta mål, P = Poäng, MSK = Målskillnad
| Lag            | M | V | O | F | GM  | IM  | P  | MSK |
| -------------- | - | - | - | - | --- | --- | -- | --- |
| Frankrike      | 6 | 6 | 0 | 0 | 191 | 124 | 12 | +67 |
| Island         | 6 | 3 | 0 | 3 | 166 | 146 | 6  | +20 |
| Österrike      | 6 | 3 | 0 | 3 | 150 | 145 | 6  | +5  |
| Storbritannien | 6 | 0 | 0 | 6 | 104 | 196 | 0  | −92 |

### Resultat
| Datum           | Match                      | Resultat | Stad           | Publik        |
| --------------- | -------------------------- | -------- | -------------- | ------------- |
| 14 oktober 2009 | Frankrike - Island         | 33 - 23  | Besancon       | 3 000         |
| 14 oktober 2009 | Österrike - Storbritannien | 30 - 20  | Feldkirchen    | 500           |
| 17 oktober 2009 | Storbritannien - Frankrike | 16 - 42  | Crystal Palace | 700           |
| 18 oktober 2009 | Island - Österrike         | 29 - 25  | Hlioarendi     | 800           |
| 31 mars 2010    | Storbritannien - Island    | 16 - 27  | London         | 500           |
| 31 mars 2010    | Österrike - Frankrike      | 24 - 27  | Wien           | ingen uppgift |
| 3 april 2010    | Island - Storbritannien    | 40 - 20  | Reykjavik      | 300           |
| 4 april 2010    | Frankrike - Österrike      | 29 - 22  | Pau            | 5 500         |
| 26 maj 2010     | Storbritannien - Österrike | 17 - 23  | Glasgow        | 500           |
| 26 maj 2010     | Island - Frankrike         | 24 - 27  | Reykjavik      | ingen uppgift |
| 29 maj 2010     | Österrike - Island         | 26 - 23  | Stockerau      | 900           |
| 30 maj 2010     | Frankrike - Storbritannien | 34 - 15  | Lille          | 1 300         |

## Grupp 4

### Tabell
Not: M = Spelade matcher, V = Vinster, O = Oavgjorda matcher, F = Förluster, GM = Gjorda mål, IM = Insläppta mål, P = Poäng, MSK = Målskillnad
| Lag         | M | V | O | F | GM  | IM  | P  | MSK |
| ----------- | - | - | - | - | --- | --- | -- | --- |
| Tyskland    | 6 | 6 | 0 | 0 | 205 | 129 | 12 | +76 |
| Slovenien   | 6 | 3 | 0 | 3 | 163 | 162 | 6  | +1  |
| Vitryssland | 6 | 3 | 0 | 3 | 166 | 176 | 6  | −10 |
| Italien     | 6 | 0 | 0 | 6 | 137 | 204 | 0  | −67 |

### Resultat
| Datum           | Match                   | Resultat | Stad               | Publik |
| --------------- | ----------------------- | -------- | ------------------ | ------ |
| 14 oktober 2009 | Vitryssland - Italien   | 32 - 23  | Mogilev            | 1 300  |
| 14 oktober 2009 | Tyskland - Slovenien    | 27 - 17  | Wetzlar            | 2 000  |
| 17 oktober 2009 | Slovenien - Vitryssland | 30 - 21  | Ljubljana          | 600    |
| 18 oktober 2009 | Italien - Tyskland      | 19 - 33  | Lignano Sabbiadoro | 300    |
| 31 mars 2010    | Vitryssland - Tyskland  | 26 - 30  | Mogilev            | 2 000  |
| 1 april 2010    | Italien - Slovenien     | 26 - 28  | Cassano Magnago    | 600    |
| 4 april 2010    | Tyskland - Vitryssland  | 35 - 24  | Dessau             | 2 100  |
| 4 april 2010    | Slovenien - Italien     | 34 - 22  | Koper              | 1 500  |
| 26 maj 2010     | Italien - Vitryssland   | 28 - 32  | Cassano Magnago    | 600    |
| 26 maj 2010     | Slovenien - Tyskland    | 24 - 35  | Novo Mesto         | 1 500  |
| 30 maj 2010     | Tyskland - Italien      | 45 - 19  | Freudenstadt       | 800    |
| 30 maj 2010     | Vitryssland - Slovenien | 31 - 30  | Mogilev            | 1 200  |

## Grupp 5

### Tabell
Not: M = Spelade matcher, V = Vinster, O = Oavgjorda matcher, F = Förluster, GM = Gjorda mål, IM = Insläppta mål, P = Poäng, MSK = Målskillnad
| Lag      | M | V | O | F | GM  | IM  | P  | MSK  |
| -------- | - | - | - | - | --- | --- | -- | ---- |
| Spanien  | 6 | 6 | 0 | 0 | 181 | 128 | 12 | +53  |
| Serbien  | 6 | 4 | 0 | 2 | 179 | 142 | 8  | +37  |
| Turkiet  | 6 | 2 | 0 | 4 | 167 | 156 | 4  | +11  |
| Grekland | 6 | 0 | 0 | 6 | 101 | 202 | 0  | −101 |

### Resultat
| Datum           | Match              | Resultat | Stad             | Publik |
| --------------- | ------------------ | -------- | ---------------- | ------ |
| 14 oktober 2009 | Serbien - Grekland | 45 - 18  | Zrenjanin        | 1 500  |
| 14 oktober 2009 | Spanien - Turkiet  | 30 - 26  | Santander        | 2 500  |
| 18 oktober 2009 | Grekland - Spanien | 14 - 32  | Bozaitika Patras | 600    |
| 18 oktober 2009 | Turkiet - Serbien  | 30 - 32  | Antalya          | 900    |
| 31 mars 2010    | Grekland - Turkiet | 14 - 27  | Thessaloniki     | 400    |
| 31 mars 2010    | Serbien - Spanien  | 20 - 21  | Zajecar          | 2 300  |
| 3 april 2010    | Turkiet - Grekland | 30 - 22  | Izmir            | 1 200  |
| 4 april 2010    | Spanien - Serbien  | 29 - 25  | Estella-Navarra  | 2 000  |
| 26 maj 2010     | Grekland - Serbien | 17 - 29  | Bozaitika Patras | 300    |
| 27 maj 2010     | Turkiet - Spanien  | 27 - 30  | Mersin           | 700    |
| 30 maj 2010     | Spanien - Grekland | 39 - 16  | Utebo            | 1 100  |
| 30 maj 2010     | Serbien - Turkiet  | 28 - 27  | Smederevo        | 2 500  |

## Grupp 6

### Tabell
Not: M = Spelade matcher, V = Vinster, O = Oavgjorda matcher, F = Förluster, GM = Gjorda mål, IM = Insläppta mål, P = Poäng, MSK = Målskillnad
| Lag        | M | V | O | F | GM  | IM  | P  | MSK |
| ---------- | - | - | - | - | --- | --- | -- | --- |
| Montenegro | 6 | 5 | 1 | 0 | 196 | 160 | 11 | +36 |
| Ryssland   | 6 | 4 | 1 | 1 | 196 | 155 | 9  | +41 |
| Slovakien  | 6 | 1 | 0 | 5 | 156 | 193 | 2  | −37 |
| Polen      | 6 | 1 | 0 | 5 | 151 | 191 | 2  | −40 |

### Resultat
| Datum           | Match                  | Resultat | Stad                 | Publik        |
| --------------- | ---------------------- | -------- | -------------------- | ------------- |
| 14 oktober 2009 | Ryssland - Slovakien   | 33 - 26  | Chekhov              | 1 000         |
| 14 oktober 2009 | Polen - Montenegro     | 21 - 31  | Lublin               | 1 800         |
| 17 oktober 2009 | Montenegro - Ryssland  | 28 - 28  | Podgorica            | 4 000         |
| 18 oktober 2009 | Slovakien - Polen      | 32 - 28  | Hlohovec             | 1 200         |
| 31 mars 2010    | Polen - Ryssland       | 26 - 35  | Chorzow              | 1 200         |
| 31 mars 2010    | Montenegro - Slovakien | 39 - 24  | Pljevlja             | 2 500         |
| 4 april 2010    | Slovakien - Montenegro | 27 - 32  | Hlohovec             | 500           |
| 4 april 2010    | Ryssland - Polen       | 35 - 20  | Chekhov              | 1 000         |
| 26 maj 2010     | Slovakien - Ryssland   | 24 - 37  | Hlohovec             | 1 000         |
| 26 maj 2010     | Montenegro - Polen     | 35 - 32  | Pljevlja             | ingen uppgift |
| 30 maj 2010     | Ryssland - Montenegro  | 28 - 31  | Chekhov              | 500           |
| 30 maj 2010     | Polen - Slovakien      | 24 - 23  | Piotrków Trybunalski | 700           |

## Grupp 7

### Tabell
Not: M = Spelade matcher, V = Vinster, O = Oavgjorda matcher, F = Förluster, GM = Gjorda mål, IM = Insläppta mål, P = Poäng, MSK = Målskillnad
| Lag           | M | V | O | F | GM  | IM  | P  | MSK |
| ------------- | - | - | - | - | --- | --- | -- | --- |
| Kroatien      | 6 | 5 | 0 | 1 | 191 | 138 | 10 | +53 |
| Nederländerna | 6 | 3 | 2 | 1 | 161 | 146 | 8  | +15 |
| Makedonien    | 6 | 2 | 2 | 2 | 157 | 153 | 6  | +4  |
| Litauen       | 6 | 0 | 0 | 6 | 131 | 203 | 0  | −72 |

### Resultat
| Datum           | Match                 | Resultat | Stad          | Publik |
| --------------- | --------------------- | -------- | ------------- | ------ |
| 14 oktober 2009 | Makedonien - Litauen  | 32 - 24  | Skopje        | 1 600  |
| 15 oktober 2009 | Kroatien - Holland    | 32 - 23  | Rijeka        | 1 500  |
| 18 oktober 2009 | Holland - Makedonien  | 20 - 20  | Rotterdam     | 1 800  |
| 18 oktober 2009 | Litauen - Kroatien    | 24 - 42  | Panevezys     | 300    |
| 31 mars 2010    | Makedonien - Kroatien | 21 - 26  | Skopje        | 1 700  |
| 31 mars 2010    | Litauen - Holland     | 22 - 31  | Kaunas        | 700    |
| 3 april 2010    | Kroatien - Makedonien | 36 - 23  | Čakovec       | 1 500  |
| 4 april 2010    | Holland - Litauen     | 34 - 20  | Almere        | 1 600  |
| 26 maj 2010     | Litauen - Makedonien  | 19 - 33  | Kaunas        | 300    |
| 26 maj 2010     | Holland - Kroatien    | 25 - 24  | Rotterdam     | 900    |
| 29 maj 2010     | Kroatien - Litauen    | 31 - 22  | Beli Manastir | 1 100  |
| 30 maj 2010     | Makedonien - Holland  | 28 - 28  | Skopje        | 1 700  |